# Liasis mackloti
Espèce
Statut CITES
Le Python de Macklot (Liasis mackloti) est une espèce de serpents de la famille des Pythonidae.

## Répartition
Cette espèce se rencontre :
- dans le nord de l'Australie ;
- dans les Petites îles de la Sonde et en Nouvelle-Guinée occidentale en Indonésie ;
- en Papouasie-Nouvelle-Guinée.

## Description

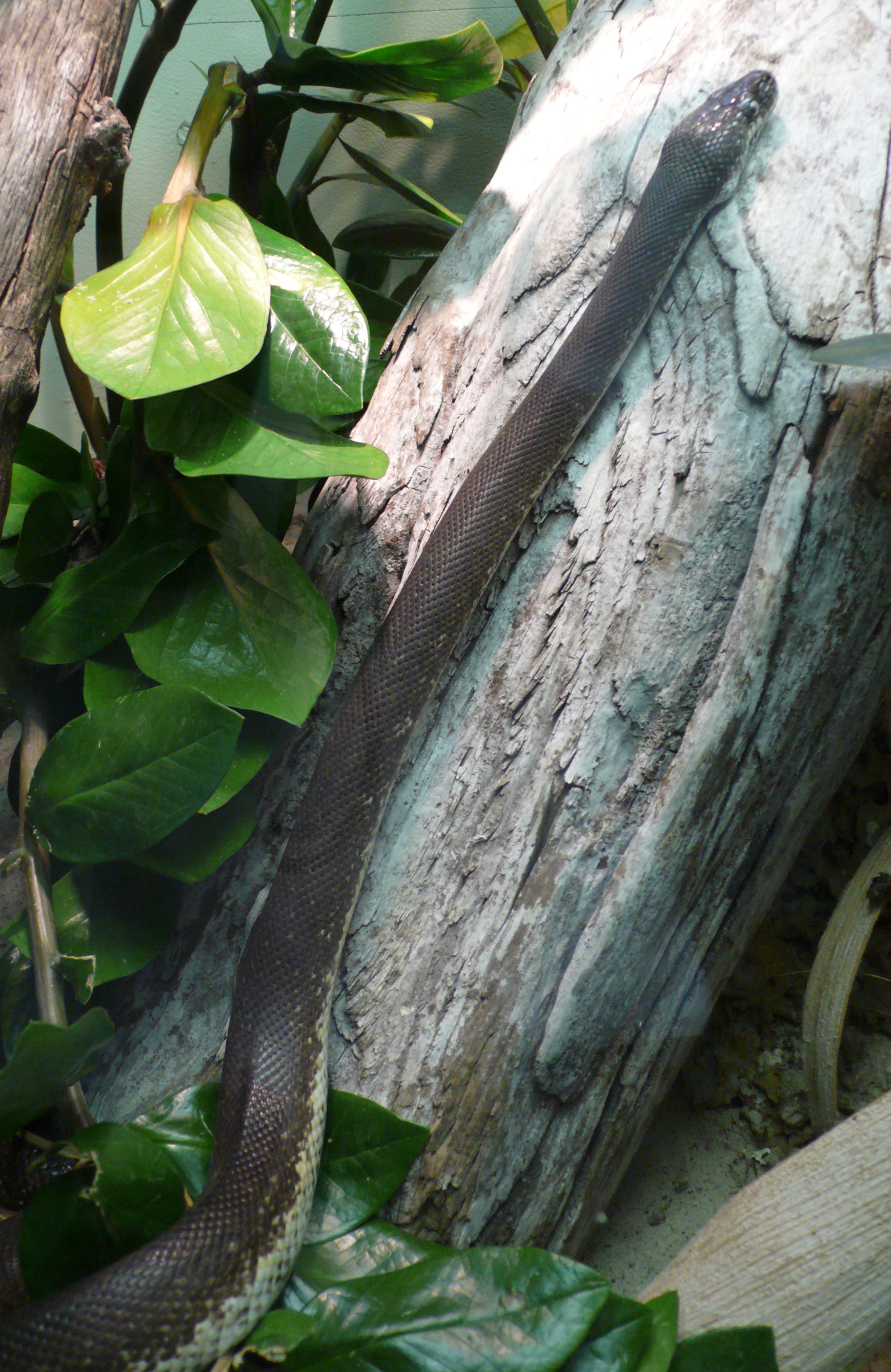
Liasis mackloti savuensis

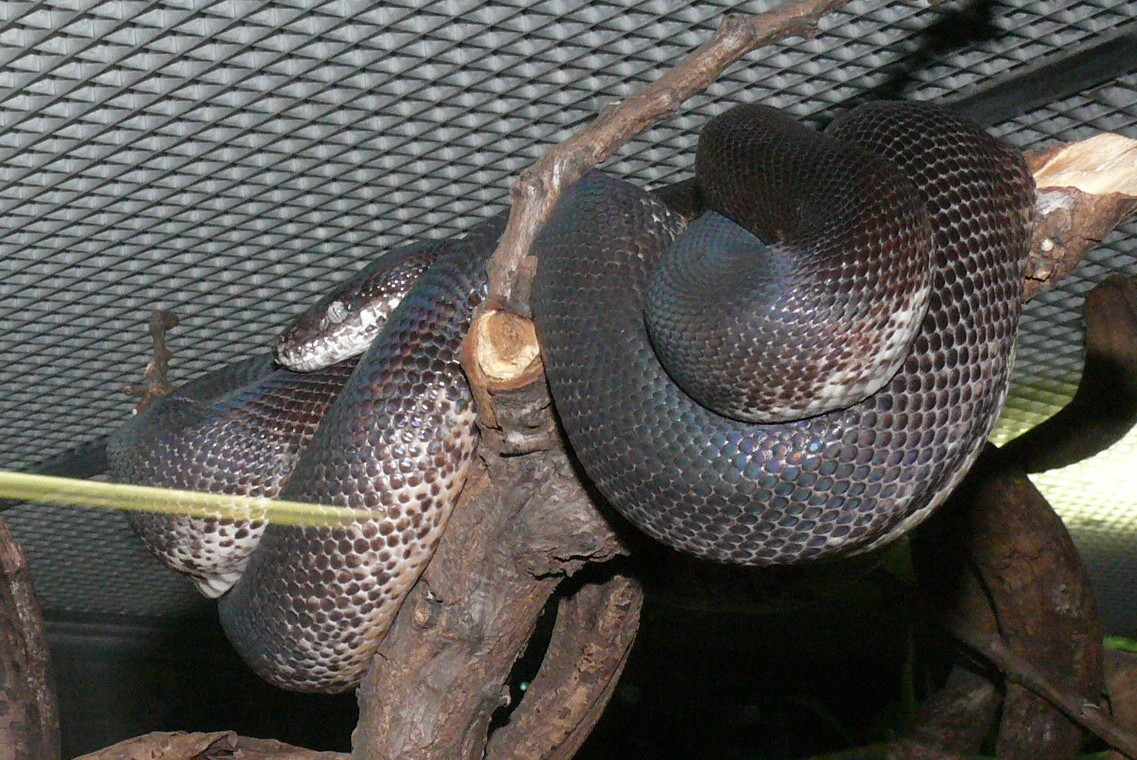
Liasis mackloti savuensis

C'est un serpent constricteur ovipare.

## Liste des sous-espèces
Selon The Reptile Database (17 février 2014) :
- Liasis mackloti mackloti Duméril & Bibron, 1844
- Liasis mackloti dunni Stull, 1932
- Liasis mackloti savuensis Brongersma, 1956

## Étymologie
Cette espèce est nommée en l'honneur d'Heinrich Christian Macklot. La sous-espèce Liasis mackloti dunni est nommée en l'honneur d'Emmett Reid Dunn

## En captivité
L. mackloti est un serpent qui est connu et vendu sur le marché des animaux exotiques vivants, l'apportant bien plus loin que son aire de répartition normale, aussi loin que le Royaume-Uni et l'Amérique du Nord, où les animaux sont vendus et élevés en captivité à partir d'animaleries, de boutiques spécialisées et lors de conventions.

## Galerie de photographies

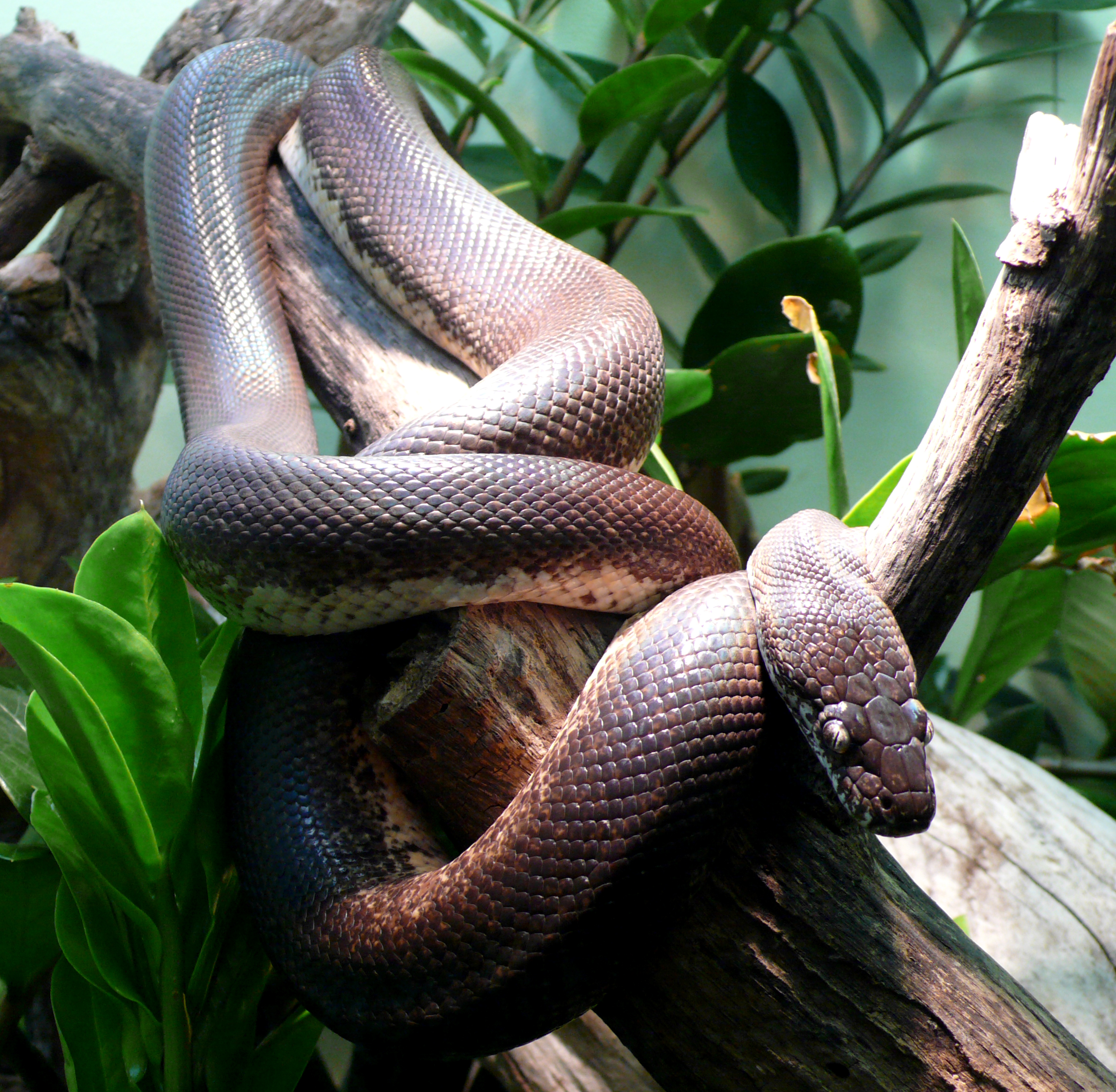
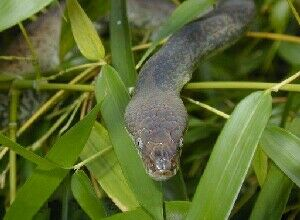
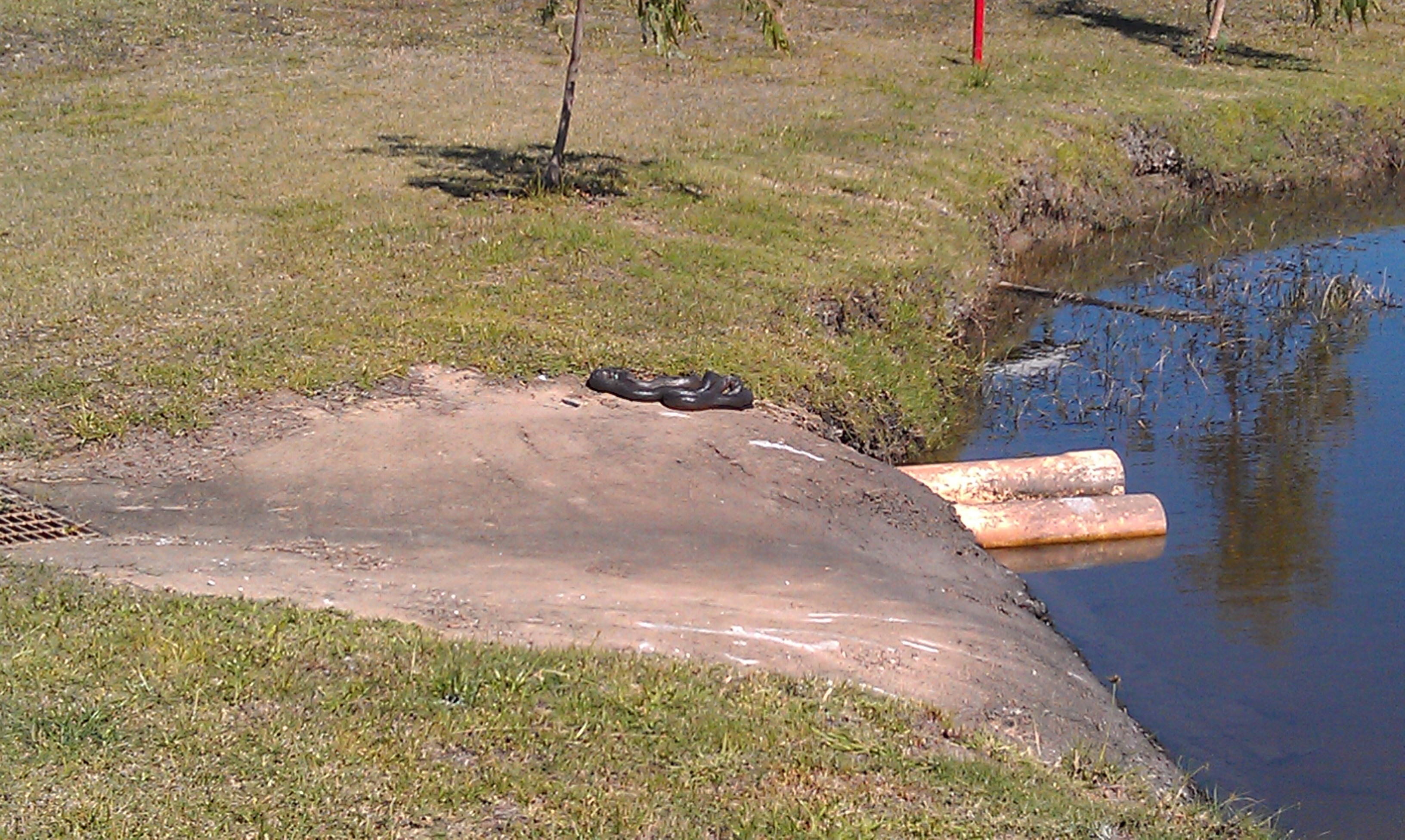
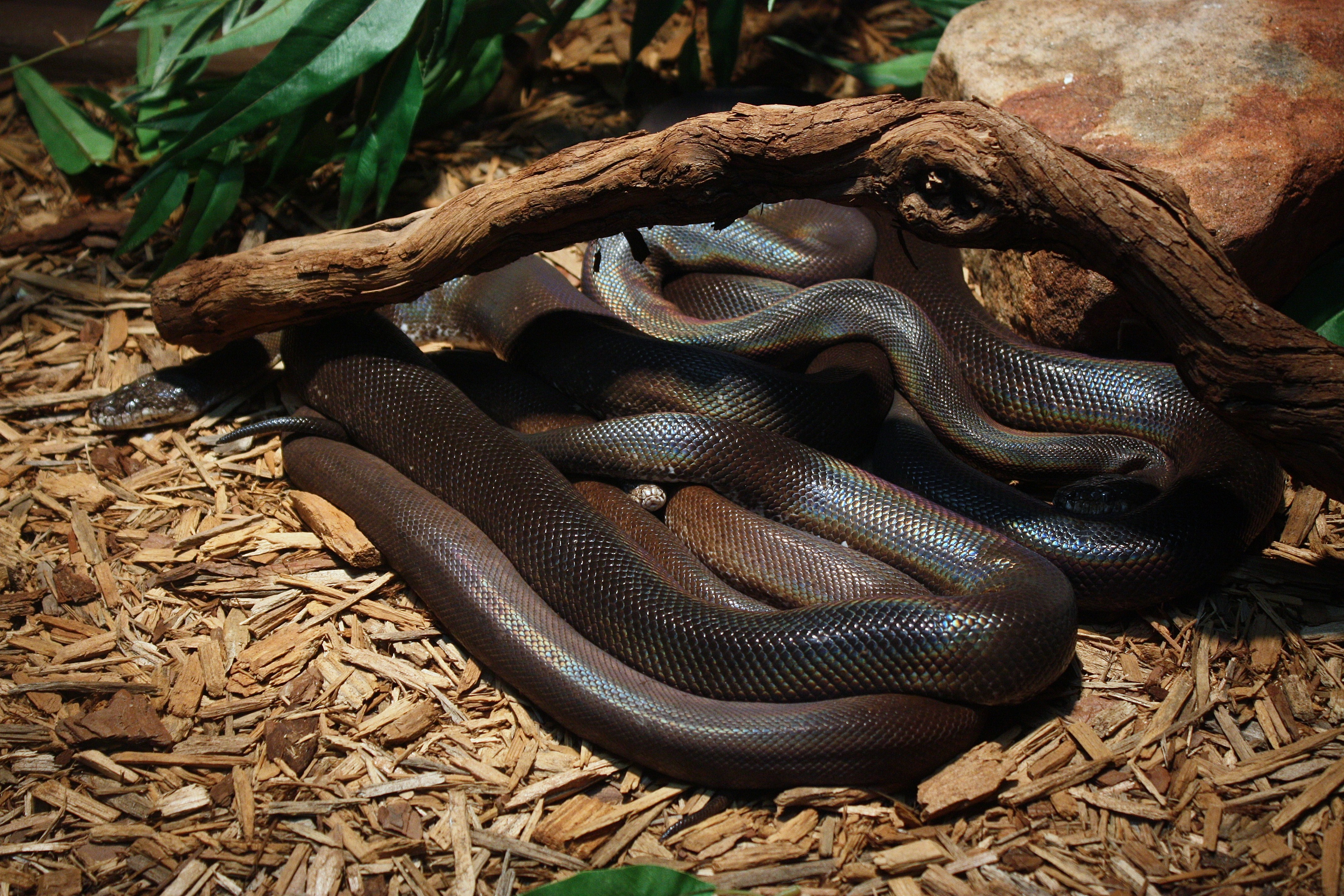

## Publications originales
- Brongersma, 1956 : On two species of boid snakes from the Lesser Sunda Islands. Proceedings of the Koninklijke Nederlandse Akademie van Wetenschappen, sér. C, vol. 59, p. 290-300.
- Duméril & Bibron, 1844 : Erpétologie générale ou Histoire naturelle complète des reptiles. Librairie encyclopédique Roret, Paris, vol. 6, p. 1-609 (texte intégral).
- Stull, 1932 : Five new subspecies of the family Boidae. Occasional papers of the Boston Society of Natural History, vol. 8, p. 25-29 (texte intégral).